# Gavrani
Gavrani (lat. Corvus) su rod velikih ptica. Sve su ili potpuno crne, ili uglavnom crne s bijelim ili sivim mrljama. Veličina im se kreće od relativno male čavke (Corvus monedula koja je još uvijek veća od većine vrapčarki) do velikog običnog gavrana sjeverne polutke i Corvus crassirostris s visočja Etiopije. Ptice ovog roda nastanjuju sve kontinente s izuzetkom Južne Amerike i Antarktike, i brojnih udaljenih i oceanskih otoka.
Ovaj rod obuhvaća 42 vrste. Veći članovi roda u govornom jeziku često se nazivaju "gavranima", a manje vrste "vranama". To nema nikakvu biološku podlogu, jer ne postoji nikakva taksonomska podjela u tom smislu.
U Europi iz ovog roda žive obični gavrani, dvije podvrste vrana: siva i crna vrana, te gačac (Corvus frugilegus) i čavka (Corvus monedula).
Ptice iz ovog roda imaju specifičan način glasanja, koji se u hrvatskom naziva "graktanje", i često se koristi u svakodnevnom govoru.

## Sistematika
Ovaj rod je prvi opisao Carl Linné u svom radu Systema Naturae iz 18. stoljeća. Porijeko imena je latinski corvus što znači "(crn kao) gavran". Specifičnom vrstom za rod smatra se obični gavran (Corvus corax); u istom djelu navode se i vrana (C. corone), crna vrana (C. cornix), gačac (C. frugilegus) i čavka (C. monedula). Izvorno, u tom rodu je bila i svraka pod lat. imenom C. pica, dok nije kasnije izdvojena u zaseban rod. Danas rod obuhvaća najmanje 42 recentne i najmanje 14 izumrlih vrsta.

## Ponašanje

### Glasanje
Gavrani se glasaju velikim brojem različitih glasova, nekim od njih se dozivaju, a neke koriste za sporazumijevanje. Koji od dvije vrste glasanja koriste za sporazumijevanje još uvijek je predmet rasprava i studija. Pored toga, opaženo je i da gavrani reagiraju na dozivanja odnosno glasanje drugih vrsta. Pretpostavlja se, da je to ponašanje naučeno, jer se regionalno razlikuje.

### Inteligencija
Prema rezultatima znanstvenih istraživanja, gavrani su najinteligentnije ptice. Tako na primjer u eksperimentima pokazuju sposobnost planiranja kompleksnih radnji. Kod skrivanja hrane pokazuju vrlo veliku sposobnost pamćenja, ali i sposobnost staviti se "u kožu" drugog. Čini se, da gavran točno zna, da je samo ono skrovište hrane sigurno, ako ga kod skrivanja nije nitko vidio. Pored toga, imaju iznenađujuću sposobnost učenja (npr. izradu alata, korištenje gradskog prometa za lomljenje ljuske orašastog voća...). Opažene su i snimljene kako u prometnoj gužvi čekaju na prečki od semafora da automobili dobiju zeleno svjetlo da bace orah, a zatim, kad se otvori zeleno svjetlo za pješake, slete na cestu i kupe jestive dijelove slomljenog oraha. Nedugo nakon što je opaženo ovo ponašanje, utvrđeno je da se u polumjeru od nekoliko kilometara od tog mjesta i drugi gavrani koriste istom metodom otvaranja oraha. To je protumačeno kao dokaz nevjerojatne sposobnosti učenja ovih ptica. Često se ove ptice mogu vidjeti i kako prate vukove ili druge grabežljivce da bi im, svojom zastrašujućom drskošću, u skupinama otele lovinu.
U Australiji su gavrani rijetke vrste koje su naučile kako jesti otrovnu žabu Bufo marinus. Brzim udarcem ju okrene na leđa, i ubija ju kljucanjem i probijanjem tanke kože na trbuhu. Koža na tom dijelu tijela nema žlijezde koje luče otrov jer ju one štite samo od napada odozgo.

## Ljudi i gavrani
Gavrani su nizom svojih osobina od davnina privlačili pažnju ljudi. Tako su širom Svijeta imali značajnu ulogu u mitologijama raznih naroda, i bili predmetom raznih priča i bajki. Stari bogovi i kraljevi koristili su njihovu mudrost, inteligenciju i letačke sposobnosti. Pored toga, često su se javljali u nizu narodnih vjerovanja i praznovjerju.
U nordijskoj mitologiji gavran simbolizira mudrost, a bog Odin na ramenima ima dvije vrane koje ga obavještavaju što se u svijetu događa. Kralj Arthur se pretvorio u gavrana, a grčkom bogu Apolonu su gavrani bili sveti. Nakon pokrštavanja, u Europi gavran, zbog svog mističnog značenja u ranijim kulturama, postaje zla životinja.
U kulturi sjevernoameričkih Indijanaca imaju vrlo značajnu ulogu do mjere da jedno pleme nosi ime Vrane, a u njihovim bajkama, za razliku od zapadnoafričkih imaju pozitivnu ulogu. U Indiji vrane prate božicu Kali.
Uz to, od davnine su gavrani bili i predmet raznih književnih djela. Tako se pojavljuje u Ezopovim basnama, bajkama braće Grimm, poemi Gavran (Edgar Allan Poe), seriji stripova The Crow, filmovima....

## Vrste
- Vrana (Corvus corone) s podvrstama:
  - Siva vrana (C. c. cornix)
  - Crna vrana (C. c. corone)
- Corvus brachyrhynchos
- Corvus leucognaphalus
- Corvus unicolor
- Corvus bennetti
- Corvus rhipidurus
- Corvus meeki
- Corvus fuscicapillus
- Corvus woodfordi
- Corvus boreus
- Corvus typicus
- Corvus macrorhynchos
- Corvus monedula
- Corvus dauricus
- Corvus crassirostris
- Corvus ossifragus
- Corvus florensis
- Corvus albicollis
- Čavka (C. moneduloides, ili C. monedula)
- Corvus mellori
- Corvus splendens
- Corvus tristis
- Corvus kubaryi
- Corvus torquatus
- Havajska vrana (C. hawaiiensis)
- Jamajkanska vrana (C. jamaicensis)
- Corvus capensis
- Obični gavran (Corvus corax)
- Corvus nasicus
- Corvus imparatus
- Molučka vrana (C. validus)
- Corvus coronoides
- Corvus palmarum
- Gačac (C. frugilegus)
- Corvus orru
- Corvus albus
- Corvus sinaloae
- Corvus enca
- Corvus caurinus
- Tasmanska vrana (C. tasmanicus)
- Bjelogrli gavran (C. cryptoleucus)
- Pustinjski gavran (C. ruficollis)

## Vanjske poveznice
|  | Zajednički poslužitelj ima stranicu o temi Corvus (genus) |
|  | Zajednički poslužitelj ima još gradiva o temi Corvus      |
|  | Wikivrste imaju podatke o taksonu Corvus                  |